# أولي كندي
أولي كندي (بالفارسية: اولی کندی) هي مستوطنة تقع في قسم اجارود الغربي الريفي (مقاطعة غرمي) في إيران. يقدر عدد سكانها بـ 154 نسمة .